# ريتشارد سمولي
هو البروفسور ريتشارد سمولي (بالإنجليزية: Richard Errett Smalley)‏ الحائز على جائزة نوبل في الكيمياء عام 1966م لأبحاثه عن المركبات الكيميائية. حصل سمولي على جائزة نوبل للكيمياء عام 1996 مع زميليه روبرت كورل وهارولد كروتو بعد قيامهم بعدد من الدراسات التي أدت إلى اكتشاف شكل جديد من الكربون.
يقول المختصون كان هذا الاكتشاف حدثا مهما في تكنولوجيا الجزيئات، فهو لم يخلق مجالا جديدا في كيمياء الذرة فحسب، بل جعل الأمور تبدو أكثر سهولة في تكوين مواد جديدة. وقد عزز هذا الاكتشاف تنبؤات عالم الفيزياء ريتشارد فينمان قبل 50 عاما" ويعلقون "سنفتقده كثيرا هنا في الجامعة، ولن ننسى أبدا التزامه وحماسه وإنسانيته في التعامل مع عمله ومع من حوله." يذكر أن البحث الذي قدمه سمولي كان قد ركز على المركبات الكيميائية.

## الحياة الشخصية
تزوج سمولي أربع مرات، من جوديث جريس سامبيري (1968-1978)، وماري إل تشابيسكي ([1980]-1994)، ة جونيل م. شوفين (1997-1998) وديبورا شيفيلد (2005)، وأنجب ولدين وهما تشاد ريتشارد سمولي (من مواليد 8 يونيو عام 1969) وبريستون ريد سمولي (من مواليد 8 أغسطس عام 1997).
في السنوات الأخيرة من حياة سمولي أصبح عالماً مسيحياً متديناً، وتوفي في 28 أكتوبر 2005 عن عمر ناهز 62 عاما بعد صراعه مع مرض السرطان. قبيل وفاته أخذ سمالي دروسًا في الدين وكذلك العلوم في كلية هوب، وأعاد اكتشاف مؤسسته المسيحية في الحياة في وقت لاحق، وخاصًة خلال سنواته الأخيرة في حين يقاتل السرطان.

## روابط خارجية
- ريتشارد سمولي على موقع IMDb (الإنجليزية)
- ريتشارد سمولي على موقع الموسوعة البريطانية (الإنجليزية)
- ريتشارد سمولي على موقع مونزينجر (الألمانية)
- ريتشارد سمولي على موقع إن إن دي بي (الإنجليزية)